# Полтава (батальон полиции)
Батальон патрульной службы полиции особого назначения «Полтава» (укр. Батальйон патрульної служби поліції особливого призначення «Полтава») — подразделение специального назначения, созданное в конце апреля 2014 года в структуре УВД Украины в Полтавской области.

## Формирование батальона
17 апреля 2014 года УМВД Украины в Полтавской области объявило о формировании трёх строевых подразделений патрульной службы милиции особого назначения: батальона «Каскад», роты «Полтава» и роты «Кременчуг».
По состоянию на 8 июня 2014, в спецподразделение «Полтава» записались и принесли присягу 134 человека. Среди бойцов батальона были бывшие сотрудники спецподразделения МВД «Беркут» и участники миротворческих операций в Косово.
В середине июня 2014 батальон «Каскад» и роту «Полтава» объединили в единое подразделение — батальон «Полтава» штатной численностью 300 человек, командиром батальона был назначен Александр Федоренко.
В июне 2014 года личный состав батальона «Полтава» прошёл ускоренный 52-часовой курс подготовки для сотрудников специальных подразделений МВД, курс обучения в учебном центре в Крутом Берегу, курс огневой подготовки на полигоне в Щербанях (стрельба из пистолета ПМ и автомата Калашникова, метание ручных гранат) и тактико-специальные учения по «зачистке» зданий.
В июле 2014 года с личным составом были проведены тактико-специальные учения по ведению боевых действий в лесистой местности и в условиях города, на учениях по огневой подготовке бойцы батальона провели стрельбы из автоматов АК-74, ручных пулемётов РПК-74 и снайперских винтовок Мосина.
Формирование батальона проходило с использованием бюджетных средств Полтавской области, средств местных бюджетов и внебюджетных средств.

## Деятельность
18 июля 2014 оперативная группа батальона «Полтава» выехала в первую служебную командировку в зону боевых действий на востоке Украины.
Для размещения батальона выделили бывший детский лагерь международного значения «Василёк» вблизи села Головач (Полтавская область), 11 августа 2014 в лагерь прибыли первые 28 человек.
18-19 августа 2014 года часть личного состава была привлечена к участию в охране общественного порядка в Великих Сорочинцах (на период проведения Национальной Сорочинской ярмарки).
20 августа 2014 года вторая оперативная группа батальона «Полтава» прибыла для несения службы в район проведения антитеррористической операции в Донецкой области под Горловку, а затем переведена в поселок Коммунар вблизи Макеевки для усиления 25-й воздушно-десантной бригады. С 24 августа по 4 сентября позиции батальона обстреливали из РСЗО, два сотрудника батальона были ранены. 4 сентября 2014 года 29 сотрудников батальона оставили позиции и без приказа выехали в Артемовск, в то время как ещё 24 сотрудника (в том числе, заместитель командира батальона) остались в Коммунаре. Заместитель командира батальона Д. Кашкалда охарактеризовал действия подчинённых, самовольно покинувших позиции, как нарушение присяги.
5 сентября 2014 года в соответствии с приказом министра внутренних дел Украины А. Б. Авакова БПСМОП «Полтава» и рота патрульной службы милиции особого назначения «Мирный» были объединены в батальон «Полтавщина» штатной численностью 400 человек.
Командиром нового батальона был назначен И. И. Кива — координатор РПСМОП «Мирный», региональный политический руководитель «Правого сектора» на Востоке Украины (Полтавская, Харьковская, Донецкая и Луганская области), а также руководитель полтавского центра «Правого сектора», который получил звание майора милиции. Начальник ГУМВД Полтавской области Иван Корсун подтвердил приказ Арсена Авакова.
8 сентября 2014 года группа бойцов БПСМОП «Полтава», к которым присоединились представители общественности, организовали митинг у здания ГУМВД Полтавской области, на котором выразили своё недовольство назначением Ильи Кивы и потребовали объяснений, почему исполняющим обязанности командира батальона назначен человек, не имевший опыта службы в вооружённых силах или органах внутренних дел, с неснятыми судимостями.
После переформирования бойцы батальона «Полтавщина» начали готовиться к поездке в зону АТО запланированной на 15 сентября 2014 года. Они прошли через дополнительное тренировки и боевое слаживание на полигоне возле поселка Вакуленцы в Ленинском районе города Полтавы. Командир батальона Кива в интервью полтавскому телевидению сообщил, что для улучшения процесса боевой подготовки батальона были приглашены инструкторы из Израиля, которые раньше готовили такие известные добровольческие подразделения как «БОП „Донбасс“» Национальной гвардии Украины и ПБМОП «Днепр-1».
15 сентября 2014 бойцы батальона отправили руководству свыше ста рапортов, в которых сообщали, что отказываются продолжать службу в батальоне, если командиром батальона останется Илья Кива. В результате, выезд батальона в зону боевых действий (изначально запланированный на 15 сентября 2014) был отложен.
29 сентября 2014 оперативная группа батальона «Полтавщина» вновь отправилась в служебную командировку в зону АТО сроком на один месяц.
22 октября 2014 года батальон «Полтавщина» был расформирован, вместо него были воссозданы батальон «Полтава», рота «Кременчуг» и рота «Мирный».
Командиром воссозданного батальона «Полтава» (численностью около 275 человек) в ноябре 2014 года был назначен Юрий Анучин (бывший пулемётчик спецбатальона МВД «Азов» с позывным «Медведь»).
9 ноября 2014 в районе Дебальцево погибли два сотрудника второго взвода второй роты батальона (мл. сержант милиции А. С. Матийчук и рядовой милиции В. М. Кузьменко), ещё один был тяжело ранен.
В дальнейшем, часть личного состава батальона стала основой для формирования Володарского гарнизона.
21 января 2015 года батальон был выведен из зоны боевых действий на отдых в Полтавскую область.
19 февраля 2015 года командир батальона подписал обращение к президенту П. А. Порошенко о готовности выполнять приказы президента Украины (как Верховного Главнокомандующего Вооруженных сил Украины), министра внутренних дел и вышестоящего командования и опровержением информацию об участии в создании так называемого «Объединенного штаба батальонов».
По официальным данным УМВД Полтавской области, в период до 23 февраля 2015 года потери батальона «Полтава» составили 2 человек убитыми, 3 ранеными и 2 травмированными.
20-25 февраля 2015 года батальон был вновь отправлен в зону боевых действий.

## Техника, вооружение и снаряжение
Первоначально, сотрудники батальона получили униформу чёрного цвета, однако в июне 2014 года начали получать камуфляж.
Личный состав батальона вооружён стрелковым оружием.
- изначально, для вооружения личного состава батальона были выделены автоматы АК-74[16] и пистолеты ПМ[4].
- 20 октября 2014 батальон получил партию снайперских винтовок «Форт-301» (став первым батальоном ПСМОН, получившим на вооружение винтовки этого типа)[41]
- в дальнейшем, от волонтёров были получены три снайперские винтовки «Mossberg» с оптическими прицелами[42]

В распоряжении батальона имеется автотранспорт.
- изначально, УВД Полтавской области выделило батальону несколько автомашин УАЗ[5], позднее было получено несколько грузовиков ЗИЛ[16]
- 28 августа 2014 Союз нотариусов Полтавской области подарил батальону один микроавтобус[43]
- 17 сентября 2014 на вооружение батальона передали один бронетранспортёр БТР-60П[44]
- 10 октября 2014 администрация Кобелякского района Полтавской области передала батальону один грузовик ГАЗ-66 (ранее использовавшийся газовой службой)[45]
- позднее, от волонтёров был получен один легковой автомобиль «Ford Mondeo» (18 ноября 2014 в результате обстрела он был выведен из строя)[46]
- 20 февраля 2015 «Полтавський Волонтерський Корпус Патріотів України» передал батальону один внедорожник Opel Frontera[47]
- 14 апреля 2015 проживающие в Испании представители украинской диаспоры передали из Валенсии в Полтаву машину «скорой помощи»[48], которую в мае 2015 передали в батальон «Полтава»[49].